# مطار سيمون بوليفار الدولي
مطار سيمون بوليفار الدولي أو مطار مايكيتيا «سيمون بوليفار» الدولي هو مطار دولي يقع في مايكيتيا، فارغاس، فنزويلا حوالي 21 كيلومتر (13 ميل) من وسط مدينة كراكاس، عاصمة البلاد. يسمى ببساطة مايكيتيا من قبل السكان المحليين، وهو البوابة الرئيسية للمسافرين الجويين الدوليين في فنزويلا. ويوفر رحلات إلى الأمريكتين ومنطقة البحر الكاريبي وأجزاء من أوروبا.

## تاريخ
مع بداية عام 2018 أثناء الأزمة في فنزويلا، كان مبنى المطار يفتقر إلى التكييف والخدمات الأساسية مثل الماء والكهرباء. وأصبح غالبًا ما يتم إرسال أطقم شركات الطيران إلى مدن مختلفة لتجنب العنف و الجرائم التي تحدث في المنطقة. كما لم تعد الشركة المكلفة بتوفير خدمات الصرف الصحي موجودة، لذا لم يعد التنظيف يحدث بشكل متكرر في المطار. وبحلول عام 2019 ونظراً لتزايد المظاهرات والاحتجاجات في فنزويلا وانتشار الجرائم أعلنت العديد من شركات الطيران توقيف رحلاتها إلى كاراكاس حتى إشعار آخر.

## شركات الطيران والوجهات

### الركاب
| شركـات طيـران            | الوجهات |
| ------------------------ | --- |
| AeroCaribe               | Los Roques ‏ |
| Aerolíneas Estelar       | Barinas، مطار إلدورادو الدولي، El Vigía ‏، Maturín، مطار توكومين الدولي، Porlamar، Puerto Ordaz ‏، Santo Domingo del Táchira ‏ |
| طيران أوروبا             | مطار مدريد باراخاس الدولي |
| Avior Airlines           | Barcelona (VE) ‏، Barquisimeto، El Vigía ‏، Las Piedras ‏، Maracaibo، Porlamar، Puerto Ordaz ‏، مطار لاس أمريكا الدولي |
| Caribbean Airlines       | Port of Spain |
| كونفياسا                 | Barinas، Canaima، Cancún، Cumaná، مطار دمشق الدولي، El Vigía ‏، مطار خوسيه مارتي الدولي، La Fría ‏، Las Piedras ‏، مطار خورخي تشافيز الدولي، Los Roques ‏، مطار مدريد باراخاس الدولي، Maracaibo، Maturín، Mérida (VE) ‏، مطار فيليبي أنجيليس الدولي، مطار فنوكوفو الدولي، Porlamar، Puerto Ayacucho ‏، Puerto Ordaz ‏، San Fernando de Apure ‏، Santa Cruz de La Sierra–Viru Viru ‏، Santo Domingo del Táchira ‏، St. Vincent–Argyle ‏، مطار الإمام الخميني الدولي |
| خطوط كوبا الجوية         | مطار توكومين الدولي |
| أيبيريا (شركة طيران)     | مطار مدريد باراخاس الدولي |
| LASER Airlines           | Barcelona (VE) ‏، مطار إلدورادو الدولي (تستأنف في 12 يونيو 2023)، كوراساو، El Vigía ‏، La Fría ‏، Maracaibo، Maturín، مطار توكومين الدولي، Porlamar، Puerto Ordaz ‏، مطار لاس أمريكا الدولي |
| لاتام بيرو               | مطار خورخي تشافيز الدولي (تستأنف في 1 أغسطس 2023) |
| Plus Ultra Líneas Aéreas | مطار مدريد باراخاس الدولي، مطار تينيريفي الشمالي |
| RUTACA Airlines          | Barcelona (VE) ‏، Ciudad Bolívar ‏، Maracaibo، Porlamar، Puerto Ordaz ‏، Punta Cana ‏، Santo Domingo del Táchira ‏ |
| SATENA                   | Barranquilla، مطار إلدورادو الدولي |
| تاب برتغال               | مطار لشبونة |
| الخطوط الجوية التركية    | مطار إسطنبول الدولي |
| Turpial Airlines         | مطار إلدورادو الدولي |
| Venezolana               | Barcelona (VE) ‏، Barquisimeto، Las Piedras ‏، Maracaibo، مطار توكومين الدولي، Porlamar، مطار لاس أمريكا الدولي |

### الشحن
| شركـات طيـران                 | الوجهات                  |
| ----------------------------- | ------------------------ |
| Aerosucre                     | مطار إلدورادو الدولي     |
| Líneas Aéreas Suramericanas   | مطار إلدورادو الدولي     |
| Transportes Aéreos Bolivianos | Santa Cruz de la Sierra ‏ |